# Pseudotelegeusis howdeni
Pseudotelegeusis howdeni är en skalbaggsart som beskrevs av Wittmer 1976. Pseudotelegeusis howdeni ingår i släktet Pseudotelegeusis och familjen Telegeusidae. Inga underarter finns listade i Catalogue of Life.